# El estrangulador de Boston (película)
El estrangulador de Boston (título original en inglés: Boston Strangler) es una película de drama criminal histórico estadounidense de 2023, escrita y dirigida por Matt Ruskin. Se basa en la historia real del estrangulador de Boston, quien, en la década de 1960 en Boston, mató a trece mujeres. La película está protagonizada por Keira Knightley como Loretta McLaughlin, la reportera que dio la noticia para el Boston Record American, con Carrie Coon, Alessandro Nivola, Chris Cooper, David Dastmalchian y Morgan Spector.
Boston Strangler fue estrenada en Estados Unidos el 17 de marzo de 2023 por Hulu.

## Reparto

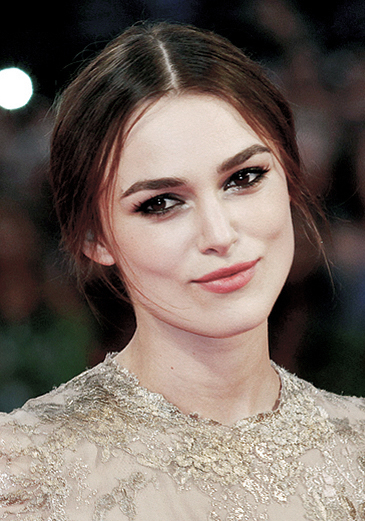
Keira Knightley interpreta a Loretta McLaughlin

- Keira Knightley como Loretta McLaughlin[1]
- Carrie Coon como Jean Cole
- Alessandro Nivola como el detective Conley[2]
- David Dastmalchian como Albert De Salvo[3]
- Morgan Spector como James McLaughlin[4]
- Bill Camp como el comisionado Edmund McNamara
- Chris Cooper como Jack MacLaine
- Robert John Burke como Eddie Holland[5]
- Rory Cochrane como el detective DeLine
- Peter Gerety como Eddie Corsetti
- Luke Kirby como F. Lee Bailey
- Ryan Winkles como Daniel Marsh
- Greg Vrotsos como George Nassar
- Pamela Jayne Morgan como Anne Samans

## Producción
Boston Strangler es una coproducción entre Scott Free Productions, LuckyChap Entertainment y 20th Century Studios. Fue escrita y dirigida por Matt Ruskin y producida por Ridley Scott, Kevin J. Walsh, Michael Pruss, Tom Ackerley y Josey McNamara. El 4 de octubre de 2021, Keira Knightley se unió al elenco. En noviembre de 2021, se agregaron al elenco Carrie Coon, Alessandro Nivola, Chris Cooper y David Dastmalchian. Robert John Burke y Morgan Spector fueron confirmados como parte del elenco a principios de 2022.
Ben Kutchins se desempeñó como director de fotografía de la película. El rodaje comenzó el 6 de diciembre de 2021. Una casa en Belmont, Massachusetts, sustituyó a la casa de la reportera Loretta McLaughlin. Ese mismo día, la Escuela Primaria Winn Brook se transformó en el Departamento de Policía de Cambridge para la filmación de la segunda unidad. A la escuela se le pagó 5,000 dólares por aparecer en la película. Se alquilaron varios estacionamientos privados en Statler y Waterhouse Roads para estacionar vehículos de la década de 1960. Durante los dos días siguientes, el rodaje tuvo lugar en el South End; las escenas se rodaron en Dwight Street entre Tremont Street y Shawmut Avenue.
El 9 de diciembre de 2021, el Instituto de Tecnología Benjamin Franklin se convirtió temporalmente en un cuartel de policía para la película. Entre el 26 y el 27 de enero de 2022, se utilizó como escenario la antigua escuela primaria Josephine M. Foster en Braintree, Massachusetts. El rodaje también tuvo lugar en Jamaica Plain, Lowell, Lynn, Malden, Roxbury y Wellesley, todos lugares en Massachusetts. Se tuvieron que seguir varios procedimientos de salud debido a la pandemia de COVID-19. Todo el equipo fue vacunado y examinado para detectar el virus tres veces por semana hasta que concluyó la producción. La filmación terminó en marzo de 2022. Durante la postproducción, Paul Leonard-Morgan compuso la banda sonora.

## Estreno
La película fue lanzada el 17 de marzo de 2023 por medio de la plataforma Hulu.